# Пилконоса акула коротконоса
Пилконоса акула коротконоса (Pristiophorus nudipinnis) — акула з роду П'ятизяброва пилконоса акула родини Пилконосі акули. Інша назва «південна пилконоса акула».

## Опис
Загальна довжина досягає 1,24 м при вазі 4,3 кг. Голова сплощена. Морда з витягнута з зубчиками на кшталт пилки. Цей виріст становить 23-24% загальної довжини тіла. Він звужується до кінця, на ньому є декілька вусиків. очі великі, овальної форми. За ними розташовані великі бризкальця. Ніздрі великі. Рот невеликий. Зуби дрібні, численні, розташовані у декілька рядків. У неї 5 пар зябрових щілин. Тулуб подовжений, обтічний. Плавці розвинені. Грудні та спинні плавці безскелетні. Грудні плавці довгі, розвинені. Має 2 спинних плавця, з яких передній трохи більше за задній. Передній спинний плавець розташовано позаду грудних плавців. Задній близько до хвостового плавця. Анальний плавець відсутній. Хвостовий плавець округлий, гетероцеркальний.
Забарвлення спини та боків синювато-сіре. Черево майже білого кольору.

## Спосіб життя
Тримається на глибині до 70 м, на шельфових схилах. Воліє до мулисто-піщаних ґрунтів. Інколи утворює невеличкі зграї. Живиться невеличкими костистими рибами, ракоподібними, головоногими молюсками. Полює на здобич біля дна за допомоги «пилки».
Статева зрілість настає при розмірах 89-90 см. Це яйцеживородна акула. Самиця народжує 7-14 акуленят завдовжки 35 см. Породілля відбувається 1 раз на 2 роки.
Тривалість життя становить 9 років.
Не становить небезпеки для людини.

## Розповсюдження
Мешкає у Великій Австралійській затоці, до узбережжя о. Тасманія та м. Мельбурн (Австралія).